# Санта-Катарина (Вагуш)
Санта-Катарина (порт. Santa Catarina) — район (фрегезия) в Португалии, входит в округ Авейру. Является составной частью муниципалитета Вагуш. Находится в составе крупной городской агломерации Большое Авейру. По старому административному делению входил в провинцию Бейра-Литорал. Входит в экономико-статистический субрегион Байшу-Воуга, который входит в Северный регион. Население составляет 1073 человека. Занимает площадь 6,84 км².
Покровителем района считается Святая Катарина (порт. Santa Catarina).

## История
Район основан в 1985 году